# Ruttya bernieri
Ruttya bernieri är en akantusväxtart som beskrevs av Raymond Benoist. Ruttya bernieri ingår i släktet Ruttya och familjen akantusväxter. Inga underarter finns listade i Catalogue of Life.